# Cyanopepla haematodes
Cyanopepla haematodes là một loài bướm đêm thuộc phân họ Arctiinae, họ Erebidae.